# شهرستان نینگیانگ
شهرستان نینگیانگ (به لاتین: Ningyang County) یک منطقهٔ مسکونی در چین است که در تایان واقع شده‌است.